# Елизаветин
Елизаветин (укр. Єлизаветин) — село в Рожищенской городской общине Луцкого района Волынской области Украины.
До 2020 года входило в Рожищенский район.
Код КОАТУУ — 0724584604. Население по переписи 2001 года составляет 391 человек. Почтовый индекс — 45108. Телефонный код — 3368. Занимает площадь 0,165 км².